# Action cat

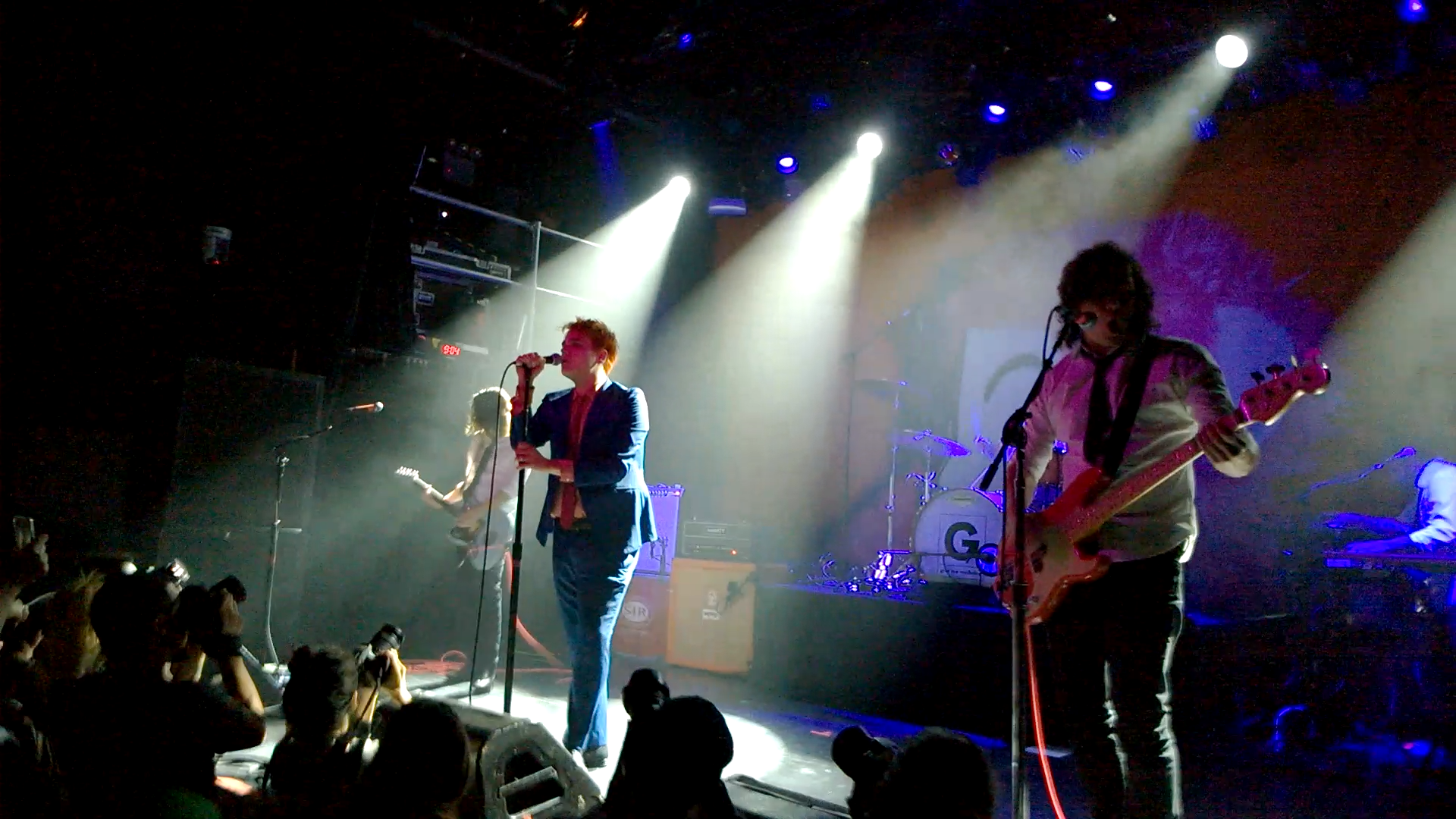
Gerard Way cantando «Action cat» en Nueva York

«Action cat» es una canción pop-rock del cantante estadounidense Gerard Way. Es el sencillo-avance —y también la segunda pista— de su primer álbum de estudio como solista, Hesitant alien, publicado en septiembre de 2014. La canción fue publicada el 11 de junio de 2014.

## Composición y grabación
La revista DIY Magazine comentó que «algunas canciones nacen de las más simples de las intenciones [...]. Pero, a veces, las canciones son creadas porque sí [...]. Así es exactamente como la nueva canción en solitario de Gerard Way comenzó». Way, por su parte, explica que «comenzó por simplemente querer una canción llamada Action cat. Estaba sentado y pensé en este nombre, Action cat, y en mi cabeza dije: “Bueno, esa sería una gran canción; ¿cómo es que sonaría ‘Action cat’?” Así que tomé una guitarra y comenzamos a grabar, y yo pensaba: “‘Action cat’ sonaría así”».
El cantante ha expresado: «Fue una rápida. Esa fue una canción que fue simplemente como: “Muy bien, va a ser de esta forma, y quiero que tenga un rasgueo como de The Ramones, así que se construye este muro de sonido, pero quiero que sea como My Bloody Valentine al mismo tiempo, y quiero que haya de estos tonos altos”».
Para la grabación de «Action cat» se usó un pedal Fender Blender, así como otros pedales de efecto fuzz.

## Contenido
Acerca del sonido distorsionado de «Action cat», Way ha comentado que comenzó a «tratar de conseguir la manera en que los Misfits sonaban en un principio, como en Static age. Me mantuve diciendo: “¿Sabes? la batería tiene que sonar como [una basura]”. Realmente buscamos eso en este disco». También ha dicho que «no quería que sonara como basura en un sentido negativo, quería que sonara fantásticamente como basura».
Sobre la letra de «Action cat», Way dijo: «Es muy abstracta pero, al mismo tiempo, se siente como que trata acerca de comenzar de nuevo, lo que es una cosa muy directa. Mucho de ella es muy abstracto al mismo tiempo. Experimenté mucho con la abstracción, en cuanto a la letra, en este disco».